# 欧州銀行監督局
欧州銀行監督局（おうしゅうぎんこうかんとくきょく、英語：European Banking Authority、略称：EBA）は、欧州連合の専門機関の一つ。2011年1月1日に欧州銀行監督委員会（CEBS）を母体に設立される。
本部はイギリスのロンドンに所在したが、イギリスのEU離脱決定を受け、離脱と同時の2019年3月にフランスのパリへ移転することが決定された。イギリスのEU離脱は延期されたが、EBAは予定どおり移転した。
任務は銀行の資本構造の弱点を確認することにより、ヨーロッパの金融システムの透明性を増進し、ヨーロッパの銀行に対しストレステストを実施する事まで含まれる。欧州銀行監督局は欧州銀行監督委員会の全業務を継承した2011年1月1日に設立される。同局は欧州金融監督制度（en:European System of Financial Supervisors）内で設立された3つある新しい欧州監督機関の一つである。
日本語訳には他に欧州銀行監督庁や欧州銀行監督機構がある。

## 概要
欧州銀行監督局は、各国の規制当局が自国の銀行の規制に失敗した場合、当該規制当局を却下する権限を有している。また調整裁定取引の防止ができ、欧州連合を通じて銀行に公正な競争をさせる為、底辺への競争を阻止し、欧州連合域内での規制逃れを防止し、多くの規制をもって今後は全銀行をより高位の汎ヨーロッパ標準に準拠させる。